# エリコン ミレニアム
エリコン ミレニアム（Oerlikon Millennium、Rheinmetall Oerlikon Millennium Gun）は、ドイツのラインメタルとスイスのエリコンが開発したCIWS。

## 概要
本システムは、エリコンKDG 35 mm 機関砲を単装に配したGDM-008マウントを使用する。これは陸上用のGDF-020を元にしたもので、AHEAD弾を使用することでCIWSとしての機能を発揮する。
35×228mm AHEAD弾は近接信管を備えた調整破片型ABM弾であり、目標近くで炸裂し、152個のタングステンペレットを前方に円錐状に飛散させる。タングステンペレットはそれ自体で大きなダメージを目標に与える事は難しいが、目標へのダメージの蓄積によりミサイルの翼や誘導装置などを破損させ、撃墜する。これにより、エリコンミレニアムは単装砲でも広い範囲の防御が可能となっている。
弾薬の量は10発の対艦ミサイルと20の地上目標を撃破が可能な量となっている。
2005年にはアメリカ海軍で試験が行われたものの、正式採用には至らなかった。

## 運用者と搭載艦
- インドネシア海軍
  - マルタディナタ級フリゲート（英語版）
- ウクライナ海軍
  - ウォロディミル・ヴェリーキイ級フリゲート
- デンマーク海軍
  - アブサロン級フリゲート
  - イーヴァル・ヒュイトフェルト級フリゲート
- ベネズエラ海軍
  - グアイケリ級哨戒艦（英語版）
  - グアイカマクト級哨戒艦（英語版）